# Макрушина, Татьяна Владимировна
Татьяна Владимировна Макрушина  (род. 9 сентября 1961 года) — артистка Республиканского русского драматического театра Республики Башкортостан, народная артистка Республики Башкортостан (1997).

## Биография
Татьяна Макрушина родилась в 1961 году в городе Ишимбае БАССР. Отец, Владимир Александрович работал токарем на заводе, мать, Капитолина Константиновна — учётчик на фабрике.
В школьном возрасте занималась в народном театре г. Ишимбая (педагоги О. Я. Колос и В. В. Цикунов)
В 1983 году Татьяна Владимировна окончила Уфимский институт искусств (педагог засл. деятель искусств РБ П. Р. Мельниченко).
По окончании института работает в Республиканском русском драматическом театре РБ. Имеет амплуа характерной актрисы.
Преподаватель Уфимской Государственной Академии Искусств, мастерство актёра
Семья: муж Рустем Набиев — экономист, сын Динислам Набиев — закончил Уфимскую государственную академию искусств.

## Роли в спектаклях
Фьорелла («Моя профессия — сеньор из общества» Скарначчи, Тарабузи), Невеста («Свадьба» А. П. Чехов), Ольга («Пять романсов в старом доме» В. Арро), Лариса («Эшелон» Рощин), Тоня Андреевская («По 206-й» В. Белов, Наташа («Колея» В Арро), Блондинка («Ах, Невский!..» А. Поламишева по «Петербургским повестям» Н. В. Гоголя), Марья («Эффект Редькина» А. Козловский), Флоранс («Ловушка для одного человека» Р. Тома), Тамара («Колыма» И. Дворецкий), Клеопатра Максимовна («Самоубийца» Н. Эрдмана), Ира («Три девушки в голубом» Л. Петрушевской), Марианна («Тартюф» Ж.-Б. Мольера), Искра Полякова («Завтра была война» Б. Васильев), Таня («Матросская тишина» А. Галич), Донья Анхела («Ревнивая к себе самой» Тирсо де Молина), Поликсена («Наливные яблочки» А. Н. Островский"), Белоснежка («Белоснежка и семь гномов»), Олимпиада Самсоновна («Свои люди — сочтёмся» А. Н. Островского), Мадам Соколова («Последние» М. Горького), Мать, Жена («Могущество мух» Л. Сальвэр), Аркадина («Чайка» А. П. Чехова), Эстер Саломон («Эквус» П. Шеффер), Агафья Тихоновна («Петербургские квартиры» Ф. Кони), Настя («Трагедии первого этажа» В. Зверовщиков), Вера («Приходи и уводи» Н. Птушкина), Миссис Отис («Кентервильское привидение»), Марья Осиповна Преполовенская («Тварь» В. Семёновского по роману Ф. Сологуба «Мелкий бес»), Касатка («Касатка» А. Н. Толстой), Евгения («Соколы и вороны» Сумбатов-Южин), Лиза («В пробке…» К. Драгунская), Елизавета Английская («Ваша сестра и пленница…» Л. Разумовская), Миссис Уэбб («Наш городок» Т. Уайлдер), Нэнси Валлоне («Перебор» Х. Бергера), Эмма («Женщина без тела» М. Матишич), Наталья Ивановна («Русское варенье» Л. Улицкая), Искусствовед («К звёздам» Н. Мошиной), Нателла Абашвили, Анико («Кавказский меловой круг» Б. Брехта), Ольга Морозова («Экспонаты» В. Дурнёнков), Надежда Антоновна Чебоксарова («Бешеные деньги» А. Н. Островский), Екатерина Вторая («Любовь — книга золотая»), Галя («Бесконечный апрель» Я. Пулинович), Анечка Прокопович («Заговор чувств» Ю. Олеша), Эдит Франк («Анна Франк» А. Волошина), Амалия («Дом для сумасшедших» Э. Скарпетта), Марта («Я, бабушка, Илико и Илларион» Н. Думбадзе), Тетушка Эстер («А может и луну?..» М. МаККивер).

## Награды и звания
- Народная артистка Республики Башкортостан (1997)
- Заслуженная артистка Республики Башкортостан (1991)
- Лауреат Премии СТД РБ имени Бэдэр Юсуповой за лучшую женскую роль (Елизавета Английская в спектакле «Ваша сестра и пленница») (сезон 1996—1997 гг.); Приз за лучшую женскую роль (Елизавета Английская в спектакле «Ваша сестра и пленница») на Международном фестивале «Театр без границ» (Магнитогорск, 1997); Приз за лучшую женскую роль (Елизавета Английская в спектакле «Ваша сестра и пленница») на Республиканском фестивале «Театральная весна» (Стерлитамак, 1997); «Лучшая женская роль второго плана» (Нателла Абашвили и Анико в спектакле «Кавказский меловой круг») по рейтингу «Пресса-2003» (Уфа); «Лучшая женская роль второго плана» (Преполовенская в спектакле «Тварь») по рейтингу «Пресса-2005» (Уфа); «Лучшая женская роль» (Эмма в спектакле «Женщина без тела») по рейтингу «Пресса-2008» (Уфа); приз в номинации «Мэтр» (за роль Натальи Ивановны в спектакле «Русское варенье») рейтинга «Пресса-2009» (Уфа).